# 前島 (長崎県佐世保市)
前島（まえじま）は長崎県佐世保市にある島である。佐世保市小佐々町矢岳にある島。佐世保市小佐々町楠泊に同名の無人島がある。

## 概要
昭和47年に架橋、九州本土とつながる。

## 交通
長崎県道18号佐々鹿町江迎線、矢岳